# Lâm Bình, Hàng Châu
Lâm Bình là một quận trực thuộc thành phố cấp địa khu Hàng Châu, thủ phủ của tỉnh Chiết Giang, nước Cộng hòa Nhân dân Trung Hoa.

## Lịch sử

### Thời kỳ là khu trực thuộc huyện
Quận Lâm Bình từng là một khu trực thuộc huyện Dư Hàng (nay là quận Dư Hàng). Vào thời điểm đó, Lâm Bình quản lí 4 trấn, 8 hương, gồm: các trấn Đình Chỉ, Bác Lục, Cửu Bảo, Kiều Tư và các hương Song Lâm, Tiểu Lâm, Tinh Kiều, Càn Nguyên, Ông Mai, Ngũ Hàng, Đại Tỉnh, Hạ Sa. Về sau khu này bị bãi bỏ.

### Tháng 4 năm 2021
Ngày 09 tháng 04 năm 2021, chính phủ nhân dân tỉnh Chiết Giang phát ra thông cáo liên quan đến việc điều chỉnh phân bố lại một số đơn vị hành chính cấp huyện của thành phố cấp địa khu Hàng Châu, trong đó có việc tách quận Lâm Bình từ quận Dư Hàng. Quận Lâm Bình mới thành lập bao gồm các nhai đạo cũ Lâm Bình, Đông Hồ, Nam Uyển, Tinh Kiều, Vận Hà, Kiều Tư, Sùng Hiền và trấn cũ Đường Thê của quận Dư Hàng. Trụ sở chính quyền quận được đặt ở số 33 phố Tây Đại thuộc nhai đạo Lâm Bình.

## Phân chia hành chính
Bắt đầu từ tháng 4 năm 2021, quận Lâm Bình quản lí 7 nhai đạo và 1 trấn:
| Mã hành chính | Tên đơn vị hành chính | Diện tích （m2） | Mã bưu chính | Số xã khu | Số thôn hành chính |
| ------------- | --------------------- | ---------------- | ------------ | --------- | ------------------ |
| Nhai đạo      |                       |                  |              |           |                    |
| 330110001     | Lâm Bình              | 35.22            | 311100       | 25        | 0                  |
| 330110003     | Đông Hồ               | 14.15            | 311100       | 16        | 0                  |
| 330110002     | Nam Uyển              | 28.03            | 311100       | 26        | 0                  |
| 330110004     | Tinh Kiều             | 17.62            | 311100       | 15        | 0                  |
| 330110007     | Vận Hà                | 40.42            | 311102       | 11        | 14                 |
| 330110006     | Kiều Tư               | 30.12            | 311101       | 5         | 11                 |
| 330110008     | Sùng Hiền             | 38.62            | 311108       | 4         | 11                 |
| Trấn          |                       |                  |              |           |                    |
| 330110102     | Đường Thê             | 79               | 311106       | 12        | 23                 |

## Kinh tế
Năm 1985, Lâm Bình có 125 nhà máy về lụa, dệt kim, quần áo, thực phẩm, bánh mì, máy móc, kỹ thuật cơ khí, thuốc men, kiến trúc và điện tử. Tốc độ phát triển của Lâm Bình tăng với tốc độ cao.  Cuối năm 1985, Linping đã phát triển 36 ngành công nghiệp với 2.105 công nhân. Giá trị sản xuất hàng năm là 1.017 triệu Nhân dân tệ với 360 cửa hàng và 298 hộ kinh doanh cá nhân.
Hiện nay, Lâm Bình có thu nhập kinh tế đứng thứ 3 ở tỉnh Chiết Giang. Năm 2009, GDP ở Lâm Bình đạt 0,53.246 tỷ và có tổng thu nhập kinh tế là 0,10.007 tỷ. Sau vài năm phát triển, Lâm Bình đã thu hút một số trong số 500 ngành công nghiệp mạnh của Trung Quốc để xây dựng nền công nghiệp.
Khi đô thị đổi mới, cơ cấu ngành công nghiệp ngày càng hoàn thiện, thị trường tiêu dùng ngày càng khởi sắc, thị trường nghề nghiệp được đẩy mạnh với nhịp điệu hối hả và nền kinh tế du lịch đang phát triển mạnh mẽ. Khu phát triển kinh tế và công nghệ Dư Hàng nằm ở phía bắc của Lâm Bình đã trở thành khu phát triển kinh tế và công nghệ quốc gia vào ngày 29 tháng 9 năm 2012.

## Giao thông

#### Sân bay
Mất 1 giờ lái xe thì đến sân bay quốc tế Tiêu Sơn Hàng Châu.

#### Đường sắt
Đường sắt cao tốc Thượng Hải - Hàng Châu chạy qua ga Dư Hàng (ga tàu cao tốc Dư Hàng) ở đường Nghênh Tân, quận Lâm Bình.